# Đại học California tại San Diego
Đại học California, San Diego là một trường đại học nghiên cứu công tọa lạc ở khu vực La Jolla ở San Diego, California, ở Hoa Kỳ. Trường tọa lạc trên khu vực có diện tích 2.141 mẫu Anh (866 ha) gần bờ biển Thái Bình Dương với khuôn viên chính nằm trên diện tích khoảng 1.152 mẫu Anh (466 ha). UC San Diego là trường đại học lâu đời thứ bảy của 10 đại học California và cung cấp hơn 200 chương trình cử nhân và sau đại học, tuyển sinh khoảng 28.000 sinh viên đại học và 7.000 sinh viên cao học.
UC San Diego được tổ chức thành sáu viện đại học nội trú (Revelle, John Muir, Thurgood Marshall, Earl Warren, Eleanor Roosevelt và Sixth) năm bộ phận học thuật (Nghệ thuật và Nhân văn, Khoa học Sinh học, Trường Kỹ thuật Jacobs, Khoa học Vật lý và Khoa học Xã hội), và năm trường đại học và chuyên nghiệp (Trường Quản lý Rady, Viện Hải dương học Trường Scripps, Trường Chính sách và Chiến lược Toàn cầu, Trường Y Khoa UC San Diego và Trường Dược và Dược học Skaggs)  UC San Diego Health, hệ thống chăm sóc sức khoẻ học đường duy nhất của khu vực, chăm sóc bệnh nhân, tiến hành nghiên cứu y khoa và giáo dục các chuyên gia chăm sóc sức khoẻ trong tương lai tại Trung tâm Y tế UC San Diego, Trung tâm Y tế UC San Diego, Hillcrest và Trung tâm Y tế Jacobs.
Trường đại học này hoạt động với 19 tổ chức nghiên cứu có tổ chức (ORUs), bao gồm Viện Qualcomm (một chi nhánh của Viện Viễn thông và Công nghệ Thông tin California), Trung tâm Siêu máy tính San Diego và Viện Kavli về trí não và tám trường học của các đơn vị nghiên cứu Y khoa, sáu trung tâm nghiên cứu tại Viện Hải dương học Scripps và hai sáng kiến đa khoa, bao gồm Viện về Xung đột Toàn cầu và Hợp tác. UC San Diego cũng có liên kết chặt chẽ với một số trung tâm nghiên cứu khu vực như Viện Salk, Viện Sanford Burnham Prebys Medical Discovery, Hiệp hội Sanford về Y học tái tạo và Viện Nghiên cứu Scripps. Theo Quỹ Khoa học Quốc gia, UC San Diego đã chi 1,101 tỷ USD cho nghiên cứu và phát triển trong năm tài chính 2015, đứng thứ 5 trên toàn Hoa Kỳ.
Các giảng viên của UC San Diego, các nhà nghiên cứu và cựu sinh viên đã giành được 25 giải Nobel và 3 huy chương Fields, tám Huy chương Khoa học Quốc gia, tám Học bổng MacArthur và hai giải Pulitzer. Thêm vào đó, trong số giảng viên hiện nay, 29 người đã được bầu vào Học viện Kỹ thuật Quốc gia, 70 người vào Viện Hàn lâm Khoa học Quốc gia, 45 người vào Viện Y học và 110 người vào Viện Hàn lâm Khoa học và Nghệ thuật Hoa Kỳ.
Được công nhận là một trường đại học công lập tầm cỡ liên đoàn Ivy, UC San Diego là một viện nghiên cứu được đánh giá cao, xếp hạng 11 trên thế giới theo Chỉ số Thiên nhiên (Nature Index)  [22] thứ 14 trên thế giới của Xếp hạng Viện Scrimago (Scrimago Institutions Rankings),,  thứ 14 trên thế giới bằng Lens Metric, Đại học tốt nhất thế giới lần thứ 14 trên thế giới theo TBS Rankings, xếp thứ 16 trong xếp hạng các trường đại học toàn cầu năm 2017 của U.S. News & World Report,  trường đại học tốt thứ 15 trên thế giới của Webometrics Ranking of World Universities, Thứ 15 trên thế giới do Xếp hạng Học vấn các trường Đại học Thế giới, Đại học tốt nhất thứ 16 trên thế giới do Trung tâm Nghiên cứu Khoa học và Công nghệ của Đại học Leiden xếp hạng, thứ 18 trên thế giới do Trung tâm xếp hạng Đại học Thế giới, Thứ 18 trên thế giới theo Xếp hạng Đại học theo Hoạt động Học thuật, và Đại học công cộng tốt thứ 5 trên thế giới do Xếp hạng Đại học Thế giới của Đại học Thế giới Times.